# Runina
Runina (rusínsky Руніна, maďarsky Juhászlak, do roku 1902 Runyina) je obec na východním slovensku v okrese Snina. Uváděná již v roce 1568. Nachází se v Runinské kotlině obklopená Malým a Velkým Bukovcem Národního parku Poloniny v nadmořské výšce 560 m. Žije zde 77 obyvatel.

## Fotogalerie

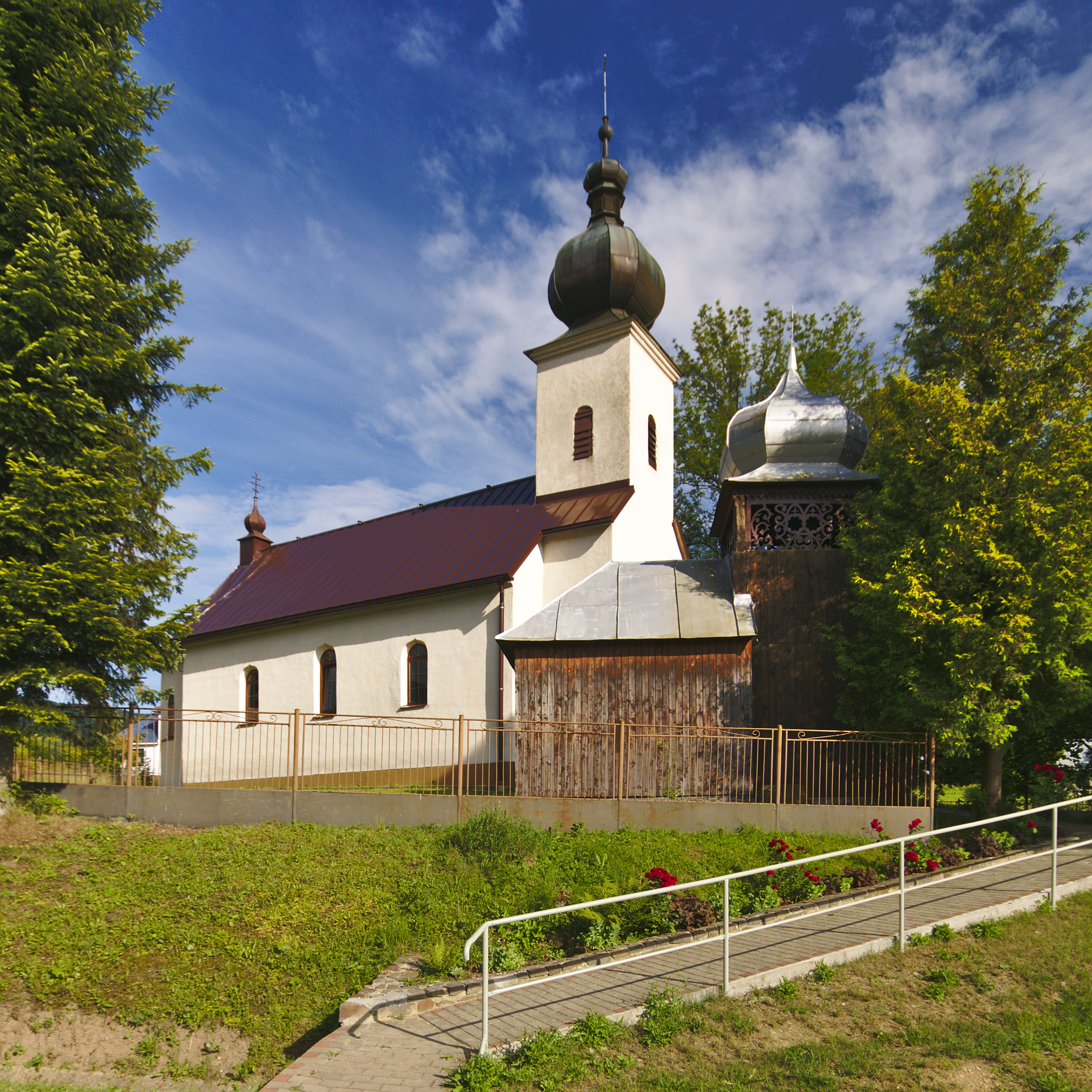
Kostel Záštity Přesvaté Bohorodičky
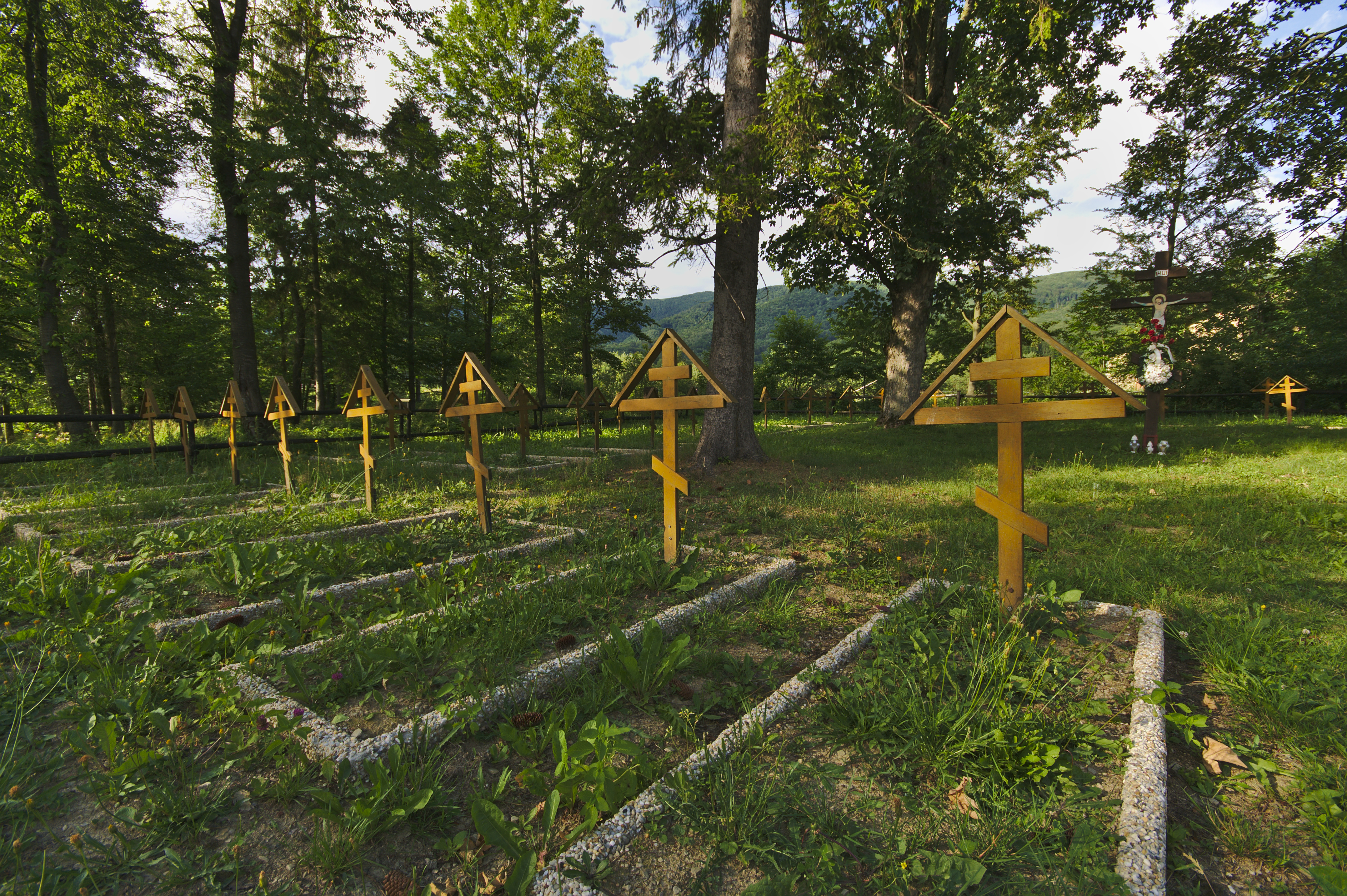
Vojenský hřbitov
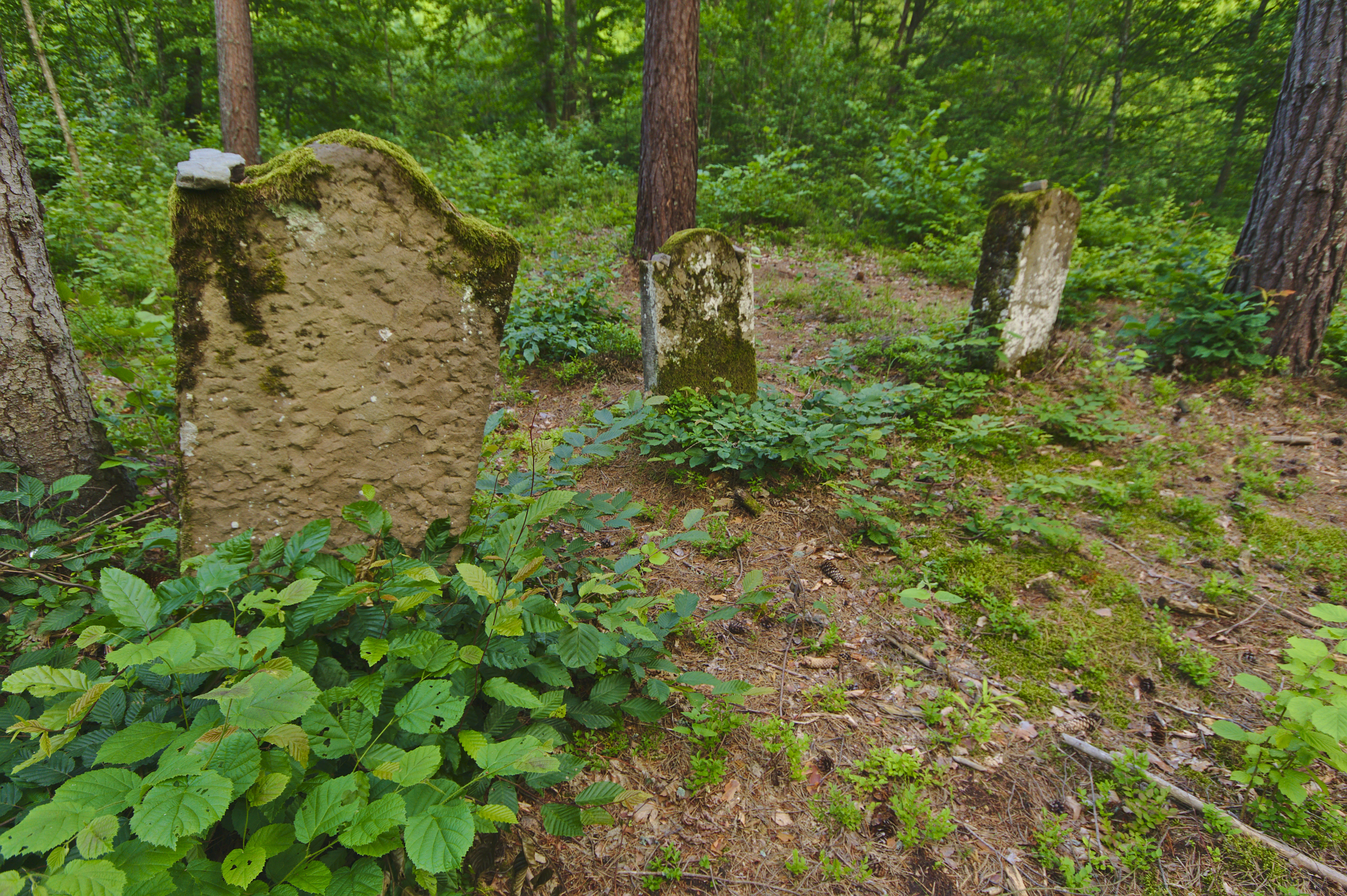
Židovský hřbitov
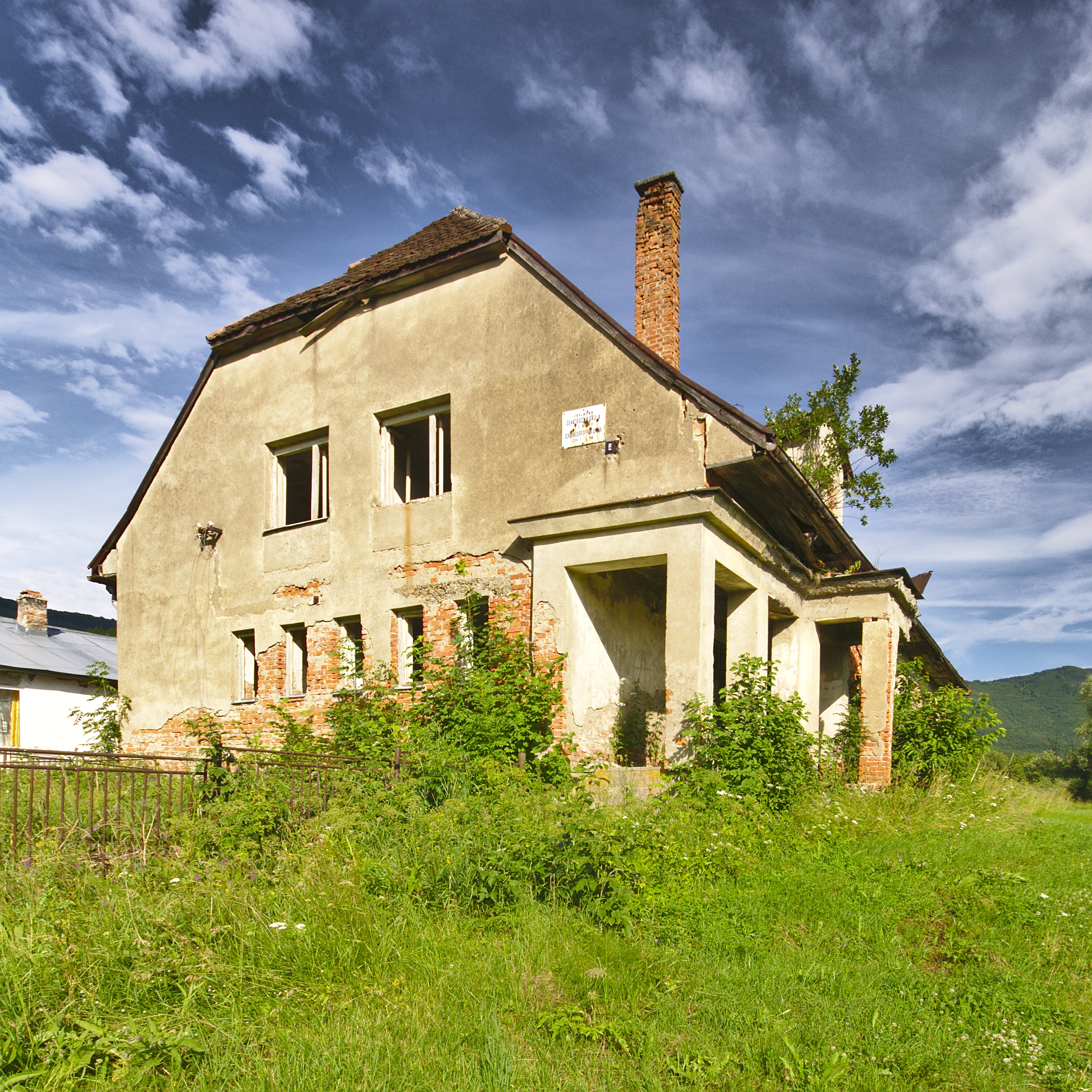
Bývalá škola
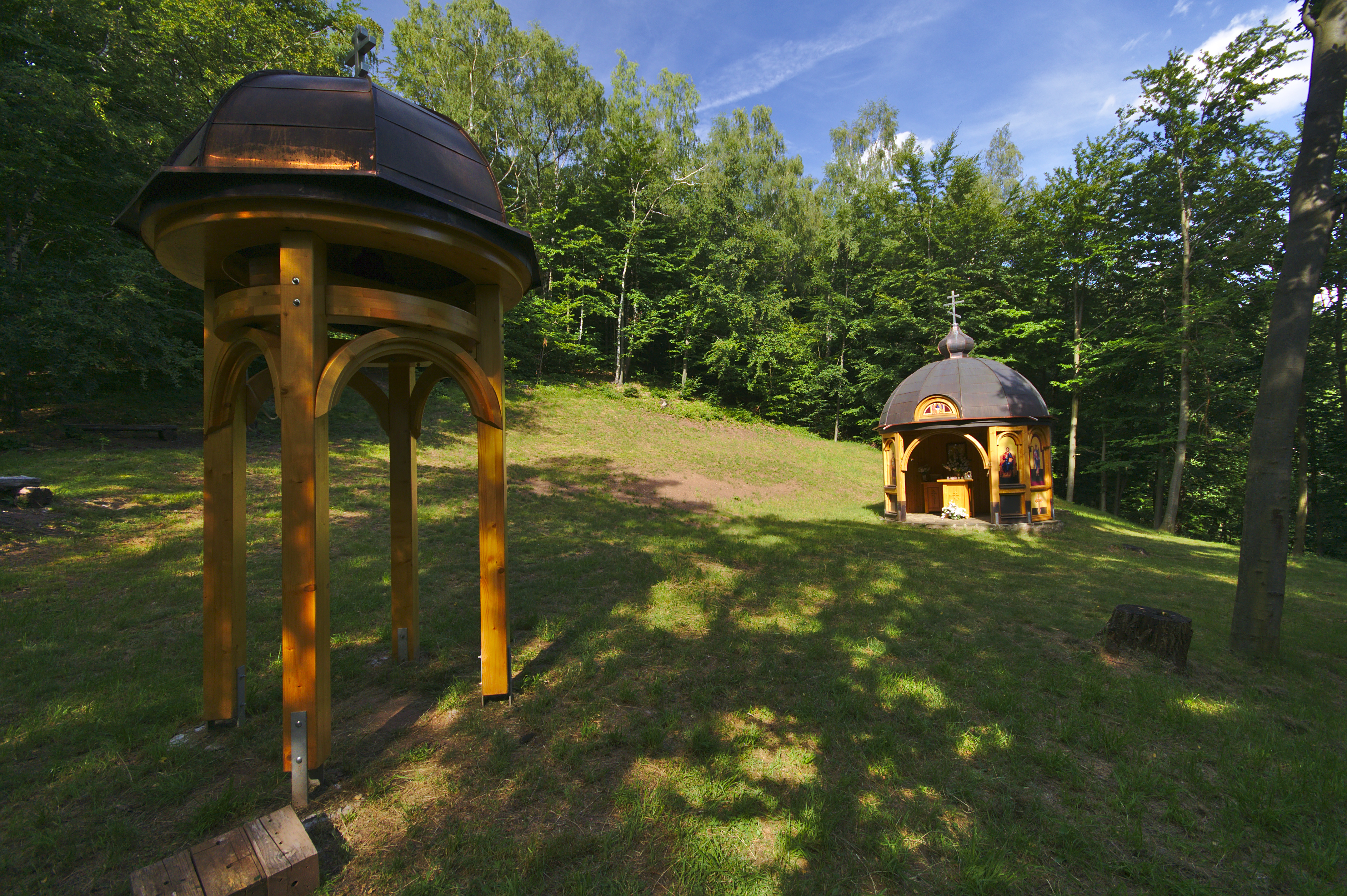
Poutní místo Tri studničky severně od obce
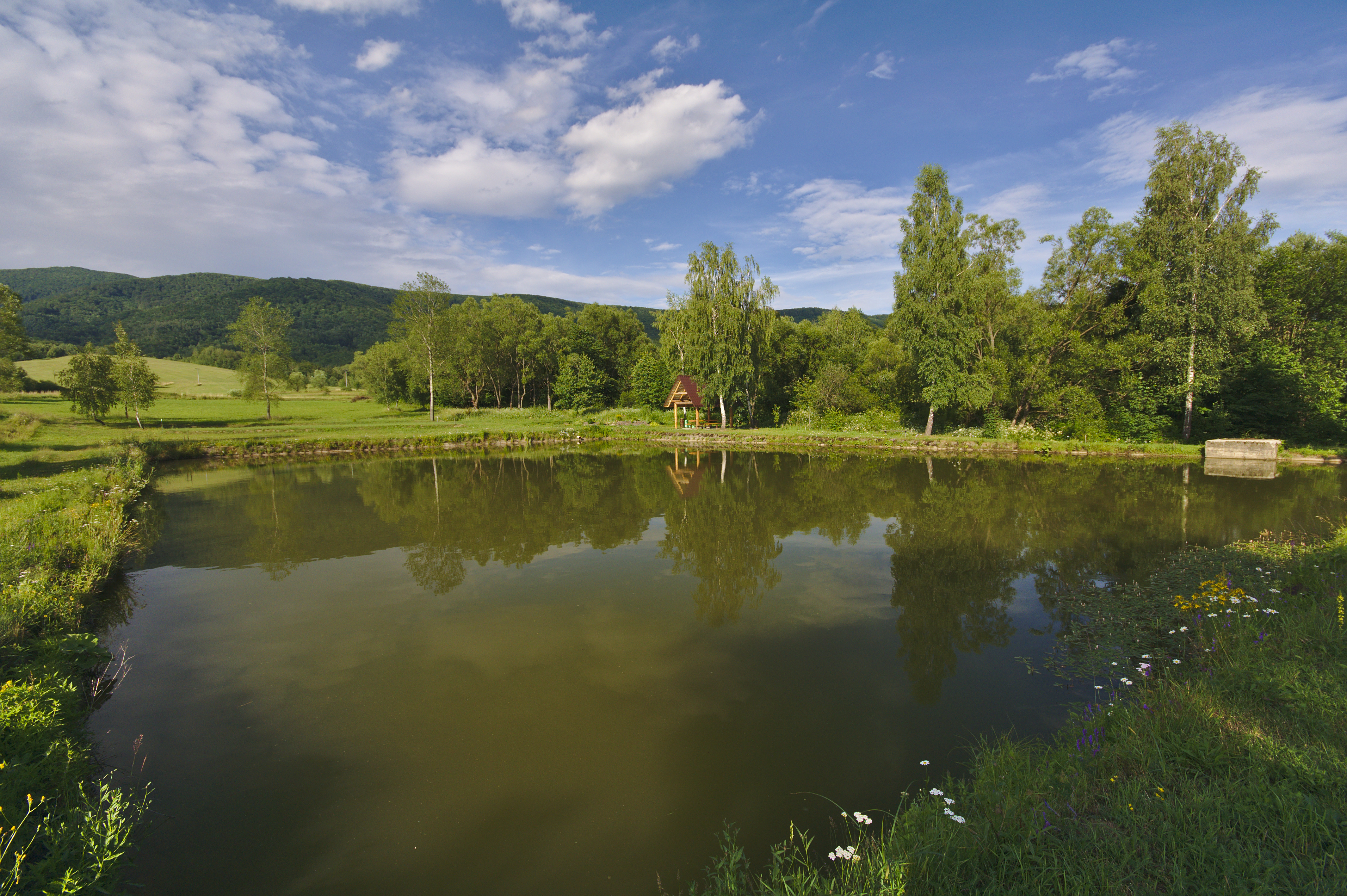
Rybník
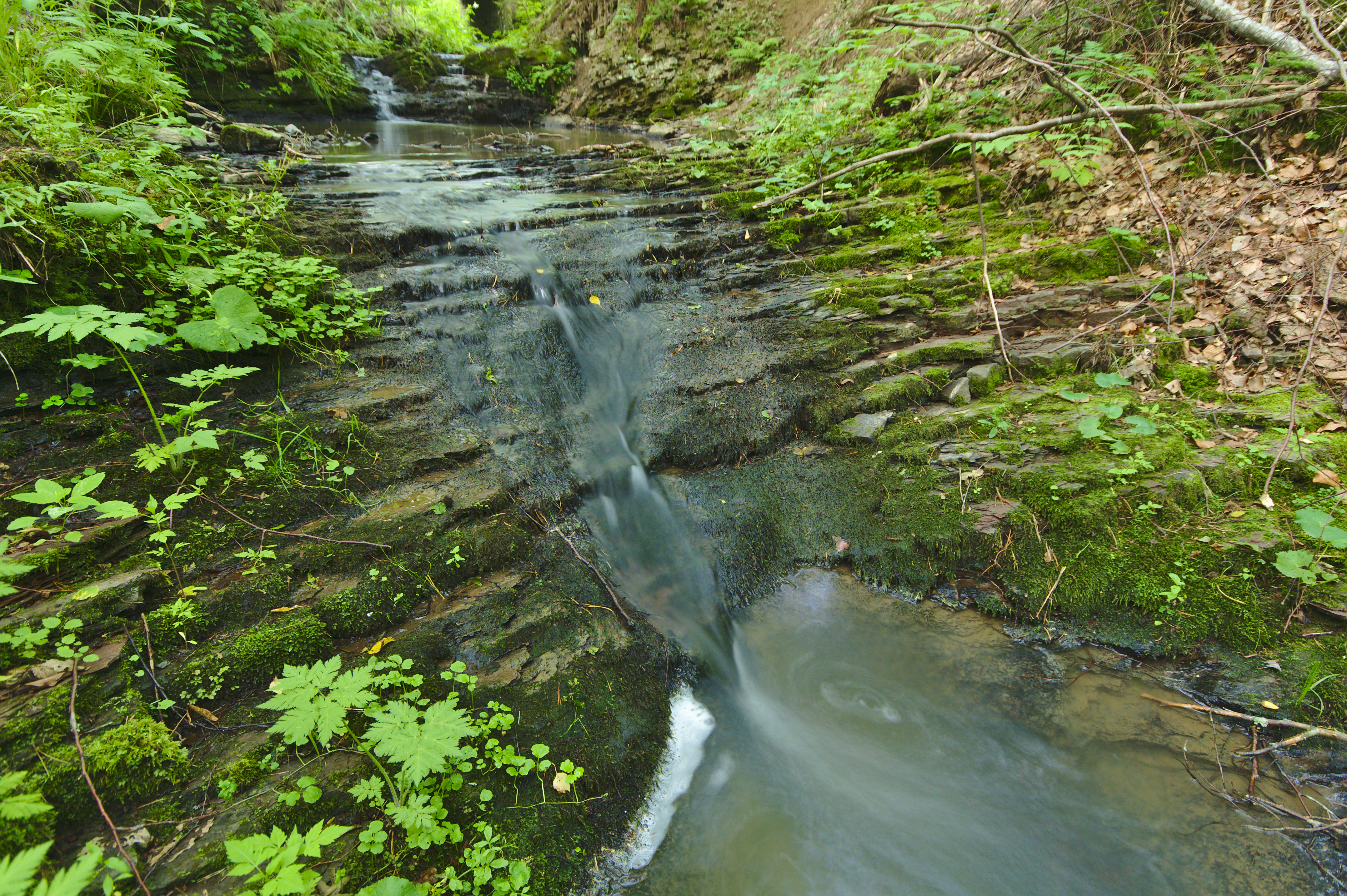
Vodopády na Priečnom potoce